# Amillarus apicalis
Amillarus apicalis är en skalbaggsart som beskrevs av Thomson 1857. Amillarus apicalis ingår i släktet Amillarus och familjen långhorningar.
Artens utbredningsområde är:
- Costa Rica.
- Honduras.
- Nicaragua.
- Panama.
- Venezuela.

Inga underarter finns listade i Catalogue of Life.